# La Celestina (ópera)
La Celestina es una ópera compuesta por Felipe Pedrell el año 1902, con libreto basado en la Tragicomedia de Calisto y Melibea de Fernando de Rojas. El estreno tuvo lugar el 9 de septiembre de 2022 en el Teatro de la Zarzuela de Madrid.

## Descripción
El argumento, escrito en castellano antiguo estimuló a Pedrell, para quien representaba un desafío el adaptar este texto a la música. Fue una ópera escrita sobre texto en prosa, y se apartaba así de la tradición centenaria de usar textos en verso para los libretos. El hecho y la manera de aproximarse al nexo fatídico de la pasión amorosa y, que para los primeros románticos La Celestina poseía un significado trascendente y oculto, decidió definitivamente al artista. En Pedrell impresionó la tensión entre los extremos, el placer mudado en dolor y el amor que acaba en la muerte. Todo eso lleva a una partitura muy apasionada y densa, con una gran orquestación muy potente, y que hace que cueste mucho que las voces pesen por encima de la masa orquestal.

## Producción
La Celestina se gestó con gran rapidez durante el año 1902. El día 30 de junio, Pedrell comenzó a hacer la selección del libro y la composición. Empezó la escritura por el último acto a fin de evitar la fatiga que siempre llega al final de la obra. Hay una gran evolución de estilo entre su anterior obra, Els Pirineus, y La Celestina. Pedrell se presentó más maduro y seguro, más desenvuelto en el tratamiento armónico, más rico en detalles rítmicos. Los motivos guías son numerosos, e interesantes armónicamente. La relación del texto y de la música es más estrecha y sugerente.
El 3 de julio de 2008 se cantaron algunos fragmentos en el Liceo en el transcurso de un concierto. El estreno definitivo de la obra tuvo lugar el 9 de septiembre de 2022, inaugurando la temporada del Teatro de la Zarzuela, en versión concierto y con motivo del centenario de la muerte del compositor.

## Personajes
| Personaje                                             | Voz           | Intérpretes del estreno (Director: Guillermo García Calvo) |
| ----------------------------------------------------- | ------------- | ---------------------------------------------------------- |
| Celestina (bruja vieja y astuta)                      | Mezzosoprano  | Maite Beaumont                                             |
| Melibea (mujer moza de alta y serenísima sangre)      | Soprano       | Miren Urbieta-Vega                                         |
| Calisto (joven de noble linaje)                       | Tenor         | Andeka Gorrotxategi                                        |
| Sempronio (criado de Calisto)                         | Barítono      | Juan Jesús Rodríguez                                       |
| Parmenio (criado de Calisto)                          | Bajo          | Simón Orfila                                               |
| Lucrecia (doncella de Melibea)                        | Soprano       | Sofía Esparza                                              |
| Elicia (criada de Celestina)                          | Soprano       | Lucía Tavira                                               |
| Areúsa (criada de Celestina)                          | Mezzosoprano  | Gemma Coma-Alabert                                         |
| Pleberio (anciano de noble estirpe, padre de Melibea) | Bajo-barítono | Javier Castañeda                                           |
| Tristán (paje de Calisto)                             | Mezzosoprano  | Mar Esteve                                                 |
| Sosia (mozo de espuelas de Calisto)                   | Barítono      | Isaac Galán                                                |